# Хан Мьон Сук
Хан Мьон Сук (кор. 한명숙, 韓明淑, Han Myeong-suk, Han Myŏngsuk; нар. 24 березня 1944) — корейська політична діячка, тридцять сьома прем'єр-міністр Республіки Корея.

## Біографія
Народилась 1944 року у Пхеньяні. 1950 під час Корейської війни була змушена тікати з родиною до Південної Кореї. В жіночому університеті Іхва вивчала французьку мову та літературу.
2000 року вперше була обрана до лав Національної асамблеї від Об'єднаної нової демократичної партії. У 2001—2003 роках очолювала міністерство з питань гендерної рівності. Після того, від 2003 до 2004 року була міністром охорони навколишнього середовища.
20 квітня 2006 року Хан Мьон Сук очолила Уряд Республіки Корея. Вийшла у відставку в березні наступного року й оголосила про свій намір балотуватись на посаду президента країни. Втім внутрішньопартійні вибори кандидата пройшли для неї невдало.
2008 року Хан знову брала участь у парламентських виборах, але теж невдало. Тим не менш, у січні 2012 року її обрали лідером головної опозиційної Об'єднаної демократичної партії (ОДП), від якої здобула перемогу на парламентських виборах. Однак партія не змогла здобути перемогу над урядовою партією «Сенурі», й Хан Мьон Сук пішла у відставку з посади лідера партії в квітні 2012 року.